# Pterygocythereis emaciata
Pterygocythereis emaciata är en kräftdjursart. Pterygocythereis emaciata ingår i släktet Pterygocythereis och familjen Trachyleberididae. Inga underarter finns listade i Catalogue of Life.